# Тилзитски мир
Тилзитски мир представља два споразума које је потписао Наполеон у Тилзиту у јулу 1807. после победе код Фридланда. Први споразум су потписали Наполеон и руски цар Александар I Романов 7. јула 1807. године. Уговор, који је остао на снази до Наполеонове инвазије на Русију 1812, подразумевао је и савезништво, а Наполеон се, поред осталог, обавезао да неће прогонити Црногорце због њихове борбе против Француске. Други споразум је Наполеон потписао са Пруском само два дана касније. Тилзитским миром Пруска је изгубила цело подручје између Рајне и Лабе и већи део земаља стечених деобом Пољске.

## Споразум са Русијом
Наполеон је у бици код Фридланда 14. јуна 1807. нанио тежак пораз руској војсци. Русија је помагала Пруску у рату против Наполеона. Та битка је означила пораз четврте коалиције, па су Русија и Пруска морале потписати споразум са Наполеоном.
Наполеон и руски цар Александар I Романов су 7. јула 1807. потписали споразум у Тилзиту на реци Њемен. Тим споразумом завршио је рат царске Русије и Наполеонове Француске и створен је савез два царства. Две земље су се тајно договориле да помажу једна другој у споровима са трећим земљама.
- Француска је обећала да ће помагати Русију против Турске,
- Русија је требало да започне Англо-руски рат
- Русија је требало да потстиче Фински рат против Шведске, да би се натерала Шведска да се придружи континенталном систему
- Русија се обавезала да се повуче из Влашке и Молдавије, које је Русија заузела током Руско-турског рата (1806—1812)
- Јонска острва и Котор које су заузели руски адмирали Фјодор Ушаков и Дмитриј Сењавин треба да се предају Француској. Као компензацију Наполеон је гарантовао суверенитет кнежевине Олденбург и неколико малих државица којима су владали немачки рођаци руског цара.

## Споразум са Пруском
Споразум са Пруском одузео је земљи пола територије.
- Котбус је припао Саксонији.
- Лева обала Лабе додељена је новоформираној краљевини Вестфалији.
- Русија је добила Бјалисток
- од остатка пољских земаља у саставу Пруске створено је Варшавско војводство.
- Пруска се сложила да се придружи континенталном систему против Британије.
- Пруска је била дужна да смањи војску на 40.000 војника
- Пруска и морала да плати ратну штету од 100 милиона франака.

## Последице
Талеран је саветовао Наполеона да се односи блаже према Пруској. Многи у Пруској и Русији су Тилзитски мир сматрали националним понижењем. Споразум је представљао диктат победника. Руски војници су одбили да следе Наполеонове заповести, па је избио и Лисабонски инцидент. Наполеон је намеравао да се ожени сестром руског цара, али руско племство се томе противило. Сарадња Француске и Русије прекинута је 1810, када је руски цар почео дозвољавати упловљавање неутралних бродова у руске луке. Наполеон је 1812. извршио инвазију Русије.